# 布雷姆加滕赛道
布雷姆加滕赛道是一条位于瑞士伯尔尼的长度为7.28千米的赛道。此前曾在1933年至1954年间举办瑞士大奖赛（1947年至1954年为一级方程式比赛）和瑞士摩托车大奖赛。
其最初于1931年在伯尔尼北部的布雷姆加滕森林被修建为一条摩托车赛道。赛道本身没有真正的直道，而是由许多高速弯道组成。它在1934年举办了它的第一场赛车比赛，并夺取了休·汉密尔顿的生命。1948年它又夺取了著名意大利车手阿基莱·瓦尔齐的生命。布雷姆加滕赛道的两侧从一开始就绿树成荫，较差的光线条件以及路面的变化使得它被认为是一条极其危险的赛道，尤其是在路面潮湿的情况下。
布雷姆加滕自1955年起就再也没有举办过正式的赛车比赛，在1955年勒芒惨剧发生后瑞士便禁止除爬坡赛和拉力赛以外的赛车比赛。尽管曾有过1982年瑞士大奖赛，但它是在法国第戎举办的。2007年6月6日，国民院通过了一项解除禁令的修正案，97人赞成，77人反对。立法未能通过联邦院，并在被拒绝两次后于2009年撤回。